# Jumeaux monozygotes
Ne doit pas être confondu avec Homozygote.

Quatre types de jumeaux monozygotes. (À gauche : stade de la division ; à droite : nombre de chorions et d'amnios.)

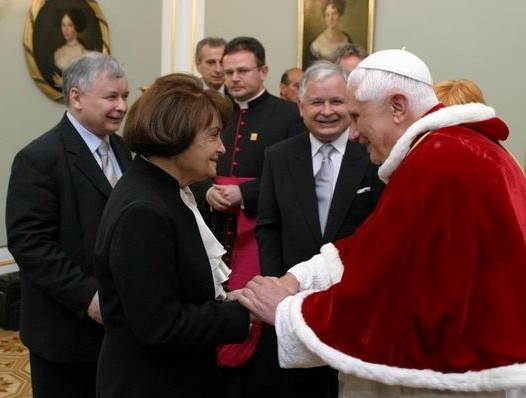
Les frères jumeaux Lech et Jarosław Kaczyński, président et président du Conseil des ministres polonais, avec Benoît XVI.

Les jumeaux monozygotes (univitellins, « vrais », « identiques ») sont des jumeaux qui proviennent de la division d'un œuf fécondé unique. Ils sont issus du même ovule et du même spermatozoïde et possèdent une information génétique identique.

## Détermination de la gémellité vraie
La gémellité vraie peut être établie avant trois mois de grossesse en cas de grossesse gémellaire monochoriale.
La grossesse gémellaire bichoriale n'est monozygotique que dans un tiers des cas. En cas de fœtus de même sexe dans la grossesse bichoriale, seuls des examens génétiques peuvent prouver la monozygotie si les examens biologiques comme le groupe sanguin ne permettent pas de conclure à une bizygotie.
En dehors des cas où il existe un critère déterminant (voir plus bas), on se basera le plus souvent sur la ressemblance, même si celle-ci a ses limites (deux frères ou sœurs peuvent avoir une grande ressemblance sans être de vrais jumeaux).

### Vrais jumeaux certains
Toutes les formes avec partage d'annexes.

### Faux jumeaux certains
Toute caractéristique génétique différente (couleur des yeux, des cheveux, groupe sanguin) ou sexe différent.

## Formes

### Selon l'étendue de la séparation
- Les termes monozygotes bichorioniques ou biamniotiques caractérisent de vrais jumeaux lorsque l'œuf initial se scinde très précocement, le jour de la fécondation (fusion du spermatozoïde avec l'ovule). Dans ce cas, les deux œufs issus de la division vont s'implanter à l'aide de placentas distincts. Les embryons ainsi constitués auront chacun un chorion[1] et un amnios[2] (appelé également poche des eaux) propres.
- Les monozygotes monochorioniques et biamniotiques caractérisent deux jumeaux vrais ayant en commun un seul placenta et un seul chorion. Les jumeaux monochorioniques et biamniotiques se caractérisent également par le fait qu'ils ont chacun un amnios, les deux sacs amniotiques étant séparés dans ce cas par une cloison.
- Les monozygotes monochorioniques et monoamniotiques (rares) sont des jumeaux vrais qui ont en commun un seul placenta, un seul chorion et un seul sac amniotique.
- Des jumeaux incomplètement séparés sont des frères siamois ou jumeaux siamois.

### Selon le patrimoine génétique
- Les monozygotes hétéroalléliques ou hétérocaryotes (forme exceptionnelle) caractérisent des jumeaux vrais issus d'un seul œuf, mais dont les chromosomes ne sont pas tous identiques (très rares).

## Implications médicales
Les vrais jumeaux partageant le même patrimoine génétique, ils ont les mêmes groupes sanguins et tissulaires, ce qui permet les transfusions, les transplantations ou les greffes d'organes sans rejet.
Ils partagent également les mêmes maladies génétiques : toute découverte d'une maladie génétique ou susceptible de l'un doit également être recherchée chez l'autre.
L'étude des jumeaux permet aussi de mieux différencier l'inné de l'acquis. En effet, les vrais jumeaux ont un inné quasiment identique. Il est donc facile de voir — à condition de faire des comparaisons statistiques méthodologiquement correctes avec les faux jumeaux — si les similitudes de comportement sont liées à la génétique ou aux conditions de vie.

## Implications sociales
En criminologie, jusque dans les années 2010, il n'était pas possible de différencier les empreintes génétiques des vrais jumeaux, mais ils se distinguent toujours par leurs empreintes digitales.
Le 10 décembre 2013, Eurofins Scientific (EUFI.PA) annonce « avoir réalisé une avancée majeure dans les travaux de recherche visant à différencier l'ADN des jumeaux monozygotes »,,,.

## Statistiques
Seul un tiers environ des jumeaux sont monozygotes, autrement dit « vrais jumeaux ».